# Erzsébet Kocsisová
Erzsébet Kocsis (* 11. března 1965 Győr) je bývalá maďarská házenkářka. S maďarskou ženskou házenkářskou reprezentací získala bronz na olympijských hrách v Atlantě roku 1996 a stříbro na mistrovství světa v roce 1995. Za národní tým nastupovala v letech 1986–1996, odehrála za něj 125 zápasů a vstřelila 328 branek. Na klubové úrovni dosáhla největších úspěchů v dresu Dunaújvárose, s nímž získala všechny tři hlavní evropské klubové trofeje, v roce 1999 vyhrála Ligu mistrů, o rok dříve Evropskou ligu a v roce 1995 Pohár vítězů pohárů. Toho roku také získala největší individuální ocenění, když byla Mezinárodní házenkářskou federací zvolena světovou házenkářkou roku. V současnosti působí v Dunaújvárosi jako technická ředitelka.